# Days of Wine and D’oh’ses
«Days of Wine and D’oh’ses» (с англ. — «Дни вина и ругательств») — восемнадцатый эпизод одиннадцатого сезона мультсериала «Симпсоны». Впервые вышел в эфир 9 апреля 2000 года.

## Сюжет
Барт и Гомер ночью ходят по мусоркам и разыскивают полезные вещи. В одной из мусорок они находят статую Царя Тики. Гомер играет с этой статуей, управляя газом и огнём. Затем он случайно поджигает её и бежит к Мо, чтобы не получить от Мардж. В баре Гомер и друзья обсуждают недавний день рождения Барни, когда тот так напился, что даже не помнил о празднике, на котором вытворял разные пьяные выходки и даже переодевался в одежду Мардж. Увидев себя со стороны, Барни осознаёт, что он — алкоголик и очень грустит по этому поводу. На дне рождения Мо в шутку подарил ему купон на бесплатный урок управления вертолётом. Барни решает завязать с алкоголем и стать лётчиком. И ему всё-таки удаётся обучиться управлению вертолётом, несмотря на насмешки друзей. Тем временем Барт и Лиза хотят выиграть велосипеды, послав свою фотографию на конкурс в журнал. После многочисленных поисков идеальной фотографии дети отправляются в лес, где они случайно устраивают пожар. Узнав об этом, Барни решает спасти их. Во время полёта с Гомером они врезаются в грузовик с пивом. Барни чуть не срывается, но Гомер опустошает всё пиво, предотвратив опьянение Барни. Благодаря этому трезвый Барни и пьяный Гомер спасают детей от пожара и возвращаются домой. Барт и Лиза всё-таки выигрывают велосипеды, но не благодаря своим фотографиям, а «благодаря» фотографии Мардж, которая послала фото маленьких Барта и Лизы на унитазе. Дети в ужасе, но все равно рады призам. А Барни тем временем завязывает с полётами и возвращается к своему естественному состоянию…